# Ludovic Giuly
Ludovic Giuly, né le 10 juillet 1976 à Lyon (Rhône), est un footballeur international français.

## Biographie

### Enfance et formation
Ludovic Giuly baigne dans le monde du football dès son plus jeune âge puisque son père, Dominique Giuly (né en Haute-Corse à Zalana), est un ancien gardien de but qui fut brièvement professionnel au Sporting Club de Bastia avant de poursuivre une carrière amateur jusqu'à l'âge de 42 ans dans plusieurs clubs de la banlieue lyonnaise.
Né à Lyon (2e) en compagnie de sa sœur jumelle et son autre sœur Christelle, Ludovic Giuly fait ses débuts dans le club local de  Chasselay en 1981, où son père évolue alors. En 1987, il entre au centre de formation de l'Olympique lyonnais comme pupilles deuxième année. En 1994, il remporte la Coupe Gambardella (5-0) contre le SM Caen avec l'équipe des moins de 20 ans du club rhodanien composée entre autres de Bardon, Fiorèse, Debec, Jurietti et Linarès,.

### Débuts professionnels à Lyon (1994-1998)
Ludovic Giuly joue son premier match en Première division le 21 janvier 1995 lors de la venue de l'AS Cannes à Gerland (3-1) où Tigana le lance à la 66e minute en remplacement de Stéphane Roche, à 18 ans et demi.
Dès la saison suivante, il gagne ses galons de titulaire et inscrit 4 buts en 36 matchs.
La saison 1996-1997, celui que l'on surnomme « le lutin magique », en référence à sa petite taille (1,64 m) et à sa vivacité, finit la saison avec 16 buts à son compteur pour 37 matchs disputés. Au début de la saison 1997-1998, il joue 19 matchs avec Lyon et inscrit un but.
En janvier 1998, Ludovic Giuly rejoint Tigana à l'AS Monaco. Pour 42 millions de francs (6,5 M€), le joueur de 21 ans signe un contrat de quatre ans et demi et efface le record (41MF) de Florian Maurice rejoignant le PSG.

### Révélation à l'AS Monaco (1998-2004)
En 1998, Ludovic Giuly rejoint Jean Tigana et l’AS Monaco à la trêve hivernale. Il dispute 12 matchs durant la seconde moitié de la saison 1997-1998. Il inscrit son premier but lors de l’ultime journée face aux Girondins de Bordeaux le 9 mai 1998 (victoire 5-2, 89e). Les hommes de Jean Tigana finissent à 9 unités du champion de France, Lens.
En 1998-1999, il devient un membre clé du dispositif monégasque qui termine quatrième du championnat.
Il est l'un des joueurs déterminants pour le titre de champion de France en 1999-2000, enchaînant les passes décisives, il marque également 5 buts et devient international français.
L'année suivante est difficile pour l'AS Monaco qui termine à la onzième place du championnat. Giuly marque 7 buts en 30 rencontres.
En 2001-2002, il commence fort la saison (deux buts contre le PSG et contre Lens) avant d'être victime d'une rupture des ligaments croisés du genou droit en octobre 2001. Il ne revient à la compétition qu'en avril 2002 et rate la Coupe du monde 2002.
Mais son retour au début de la saison 2002-2003 est décisif. Insaisissable sur son côté droit, auteur de buts spectaculaires, Giuly semble évoluer à un niveau supérieur à celui qu'il avait avant sa blessure. Avec 11 buts en 36 rencontres, il est l'un des grands artisans du retour de Monaco aux premières places du championnat. Ses deux buts contre le FC Sochaux permettent également aux Monégasques de s'imposer en finale de la Coupe de la Ligue. Giuly confirme la saison suivante, échouant à peu de distance de l'Olympique lyonnais dans la course au Championnat de France et participant à l'épopée européenne de Monaco qui s'achève en finale de la Ligue des champions contre le FC Porto de José Mourinho. Malgré les victoires contre La Corogne, Real Madrid et Chelsea, cette finale européenne est un douloureux souvenir pour Ludovic Giuly : outre la sévère défaite (0-3), il se blesse au niveau des adducteurs dès le début du match, ce qui le contraint à quitter le terrain, mais également à renoncer à l'Euro 2004 qui débute quelques jours plus tard. Il inscrivit par ailleurs un superbe retourné lors d'un match de championnat contre Lens sur un centre de Jérôme Rothen.
Décisif, percutant, acrobate, Ludovic Giuly a été un joueur à part de l’AS Monaco, où avec son talent, sa volonté et son leadership il a laissé une trace indélébile.

### Sur le toit de l'Europe au Barça (2004-2007)

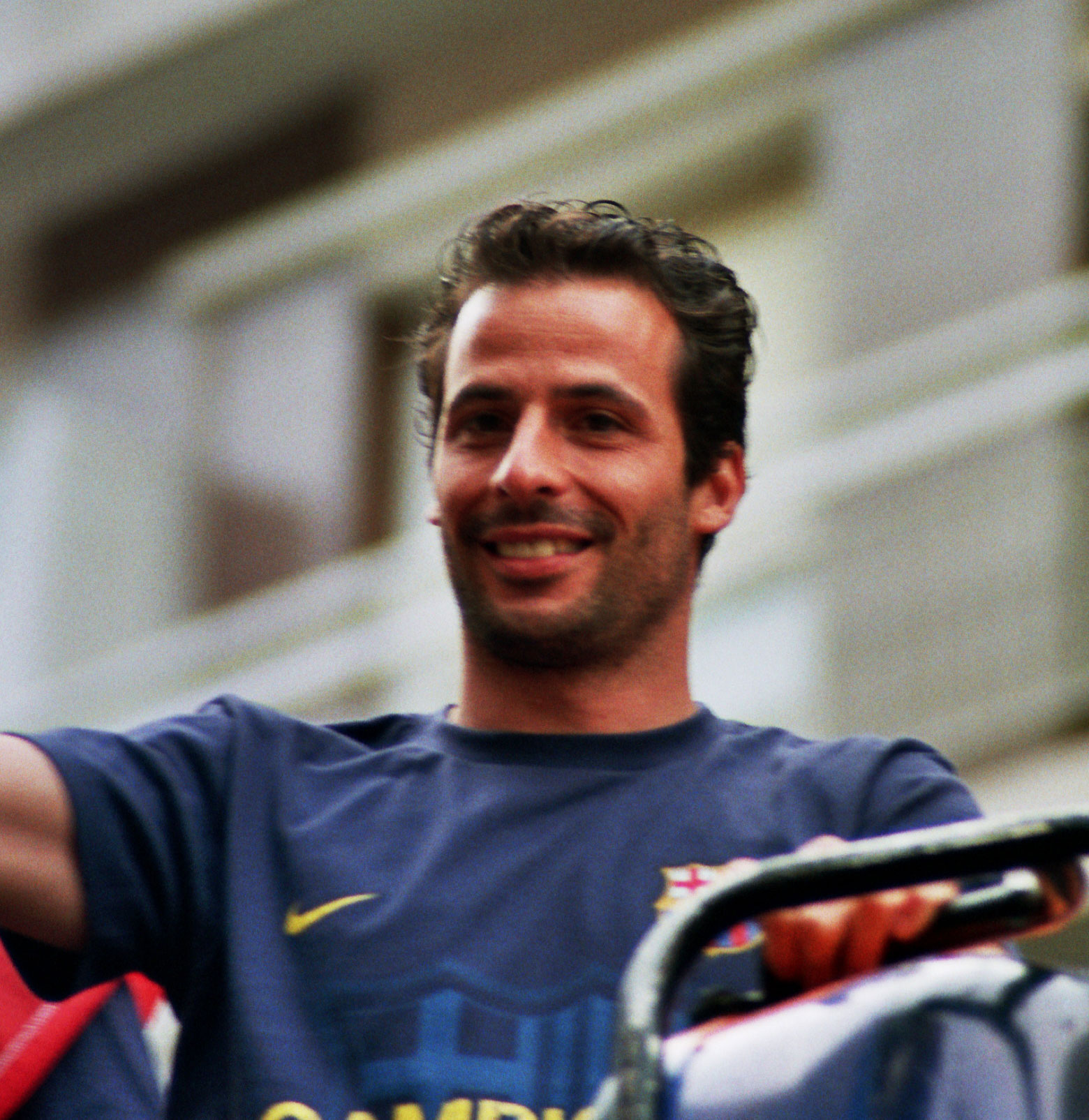
Ludovic Giuly, joueur du FC Barcelone de 2004 à 2007.

La saison suivante Ludovic Giuly s'engage avec le FC Barcelone. Sous le maillot Blaugrana, il participe à la conquête du titre de champion d'Espagne, qui échappait au club catalan depuis 6 ans. Malgré une série de blessures, l'ex-Monégasque s'affirme comme un titulaire dès sa première saison, inscrivant 11 buts en 29 rencontres.
À nouveau titulaire sur l'aile droite du Barça durant la saison 2005-2006, « el raton » (son surnom en Espagne) doit apprendre à composer avec la concurrence du jeune prodige argentin Lionel Messi. Mais Messi se blesse et manque la fin de la saison, et Ludo marque le but décisif en demi-finale de la Ligue des champions face à l'AC Milan, permettant à l'équipe catalane de se qualifier pour la finale contre les Gunners d'Arsenal. Contre Arsenal, il marque un but valable, mais refusé par l'arbitre. Finalement, son équipe gagne 2 buts à 1, réalisant ainsi le doublé en remportant aussi la Liga.
Pour sa troisième saison au club, il bénéficie de la blessure de Lionel Messi pour être titulaire puis regagne le banc quand celui-ci revient.

### Pige à Rome puis retour en France au PSG (2007-2011)
Le 17 juillet 2007, il signe pour trois ans à l'AS Rome. Le transfert s'élève à 3,5 millions d'euros. Un mois plus tard, il remporte son premier trophée avec son nouveau club, victorieux de la Supercoupe d'Italie face à l'Inter Milan (0-1). Il n'est pas toujours titulaire mais dispose d'un temps de jeu raisonnable.
Désireux de retrouver la France et plus de temps de jeu, convoité par Monaco, Marseille et Lyon, il rejoint le Paris Saint-Germain le 18 juillet 2008. Après un début de saison en demi-teinte et marqué par une blessure, il inscrit son premier but sous les couleurs parisiennes lors de la victoire 1-0 contre le Lille OSC le 10 novembre. Il inscrit son second but contre Le Havre et permet à l'équipe de la capitale de s'imposer contre Lyon, inscrivant un but de la tête contre son ancien club. Il inscrit son premier doublé de la saison le 7 février 2009 contre le FC Nantes. Il finit la saison 2008-2009 avec 9 buts en ligue 1.
Il commence la saison 2009-2010 d'une belle manière en inscrivant le premier but de l'équipe parisienne contre le Montpellier HSC (1-1) lors de la première journée de championnat le 8 août 2009. Lors de la 2e journée, il inscrit le dernier but de la victoire parisienne contre Le Mans (3-1) et lors de la 5e journée il inscrit le but de son équipe face à l'Olympique lyonnais (1-1). Il inscrit un nouveau but après la trêve hivernale en Coupe de France contre le Vesoul Haute-Saône Football confirmant ainsi son bon retour après quelques mois difficiles à la fin de l'année 2009. Il remporte la Coupe de France le 1er mai 2010 après une victoire en finale contre son ancien club, l'AS Monaco (victoire 1 à 0, but de Guillaume Hoarau).
Giuly commence la saison suivante en marquant lors des barrages de la Ligue Europa, contre le Maccabi Tel-Aviv. En Ligue 1, le PSG est propulsé en haut du classement, grâce à notamment aux performances de Nenê. Giuly marque contre son club formateur, l'Olympique lyonnais, en huitièmes de finale de Coupe de la Ligue, permettant au PSG de gagner le match 2-1 et d'accéder à la suite de la compétition. Il marque également 4 buts en Ligue 1 face à Montpellier, à Brest, à Sochaux et à Nice, réalisant aussi 8 passes décisives. Giuly est également pré-sélectionné par Laurent Blanc en équipe de France en vue du match amical contre le Brésil le 9 février 2011, mais n'est pas retenu dans la liste définitive. Le 29 juin 2011, son contrat n'est pas renouvelé.

### Dernières années professionnelles
Le 9 août 2011, Ludovic Giuly fait son retour à l'AS Monaco en signant un contrat de deux ans. Il effectue donc un retour inespéré pour les supporters monégasques dans le club avec lequel il a disputé une finale de Ligue des champions et qu'il doit aider à retrouver la Ligue 1. Il récupère le numéro 8 qu'il portait lors de son premier passage dans le club de la Principauté. Une reconversion au sein du club est prévue dans le contrat. Lors de son premier match, son club s'incline 1 à 2 contre le Stade de Reims. Il marque son premier but en Ligue 2 contre le Racing Club de Lens (2-2) le 29 août 2011 lors de la 5e journée de Ligue 2 et se blesse pour plusieurs semaines au même moment. À son retour, il retrouve le onze de départ jusqu'à la fin de la saison.
Après une saison moyenne, il est mis à l'écart par Claudio Ranieri, le nouvel entraîneur monégasque, avant même le début de la nouvelle saison. Le 27 juillet 2012, le club annonce que son capitaine résilie son contrat à l'amiable un an avant son échéance. Le 31 juillet 2012, le FC Lorient annonce avoir trouvé un accord avec Giuly. Le lendemain, il signe un contrat d'un an en faveur du club breton. À la trêve hivernale, il annonce qu'une fois ce contrat arrivé à terme, il s'engagera en faveur du club amateur des Monts d'Or Azergues Foot, dont le stade porte son nom. Le 26 mai 2013, il termine sa carrière professionnelle face au Paris Saint-Germain (défaite 1-3), sorti au cours de son 401e match en Ligue 1 et ovationné par le public du Moustoir à Lorient.
En 2022, le magazine So Foot le classe dans le top 1000 des meilleurs joueurs du championnat de France, à la 84e place.

### En équipe de France (2000-2005)
Il connaît sa première sélection lors du match Écosse-France (0-2) le 29 mars 2000 à Glasgow, mais il n'est pas retenu pour l'Euro 2000 qui se déroule trois mois plus tard.
Victime d'une rupture des ligaments croisés du genou droit en octobre 2001, il ne revient à la compétition qu'en avril 2002 et rate la Coupe du monde 2002.
Sur la lancée d'une bonne saison 2002-2003, il effectue son retour chez les Bleus avec lesquels il remporte la Coupe des confédérations 2003.
Blessé lors de la finale de Ligue des champions 2003-2004, il doit renoncer à l'Euro 2004 qui débute quelques jours plus tard. Il est remplacé par Sidney Govou.
Malgré ses performances remarquées avec le FC Barcelone, Raymond Domenech ne le retient pas pour la Coupe du monde 2006 en Allemagne. Ludovic Giuly a déclaré que cette  non-sélection prenait sa source dans un conflit personnel d'ordre conjugal. Pour sa dernière sélection, contre l'équipe de Chypre le 12 octobre 2005, il marque le 4° et dernier but de l'équipe de France, synonyme de qualification directe pour la compétition en Allemagne.
En 2007-2008, l'équipe de France est désormais un souvenir pour Ludovic Giuly, puisque pour la saison 2007-2008, il ne figure pas dans la présélection de 60 joueurs dressée par Raymond Domenech.

### En équipe de Corse (2011)
Le 31 mai 2011, il honore sa seule et unique sélection avec l'équipe de Corse pour une rencontre face à la Bulgarie (1-1).

### Fin de carrière au niveau amateur
Après avoir terminé sa carrière professionnelle, Giuly décide de rejoindre le Chasselay-Monts d'Or Azergues Foot, son premier club, pour terminer sa carrière de footballeur, conformément à une promesse faite plusieurs années auparavant au président d'alors, Gérard Leroy. Giuly évolue alors dans un stade qui porte son nom au sein d'un club qu'il finance depuis 2001 « entre 100 et 150000 € par an » d'après le président du club, Jocelyn Fontanel. Il est notamment capitaine de la formation rhodanienne. En janvier 2014, lors des 32e de finale de la Coupe de France, il marque contre Istres à la 57e minute. Il retrouve l'AS Monaco en 16e de finale au Stade de Gerland, contre laquelle il s'incline 3-0. Il y joue deux saisons supplémentaires avec l'espoir d'être promu, en vain, en National.
Lors de l'été 2016, il s'engage avec l'équipe amateur de l'AS Monaco qui évolue en division régionale.

### Activités médiatiques (depuis 2006)
Giuly est chroniqueur chaque jeudi dans Luis attaque sur RMC, l'émission radio de Luis Fernandez, entre septembre 2006 et mai 2007. Il crée en 2010 Ultimate Player, une société de service aux footballeurs professionnels. L'entreprise emploie 40 personnes. En 2013, il devient consultant de la chaine Bein Sports.
Lors de la coupe du monde 2018 organisée en Russie entouré de Youri Djorkaeff et Pascal Dupraz, Ludovic Giuly est consultant pour l'émission Le Mag de la coupe du monde sur TF1 présenté par Denis Brogniart. Il est de nouveau consultant pour TF1 lors de l'Euro 2020.
Durant la saison 2021-2022, il intègre l'équipe de consultants de Prime Video intervenant en bord terrain et aux commentaires de certains matchs. Il rejoint Free Ligue 1 à partir de l'été 2023.

### Entraîneur (depuis 2019)
Après la fin de sa carrière de joueur, Giuly devient ambassadeur de l'AS Monaco. Alors qu'il ne souhaitait plus forcément poursuivre dans le milieu du football, au contact des joueurs il finit par reprendre goût au terrain et décide d'entamer une carrière d'entraîneur. 
En septembre 2019, diplôme en poche, il devient l'entraîneur adjoint de l'équipe réserve de l'ASM, poste qu'il occupe jusqu'en juillet 2020. 
Le 22 juin 2022, il est finalement nommé entraîneur adjoint de l'Olympique lyonnais, responsable des attaquants. Il quitte son poste en juin 2023 pour "raisons personnelles".

### Politique
Giuly est candidat aux élections municipales françaises de 2014 à Limonest. Cette liste est la seule sur cette commune, Giuly est élu au conseil municipal.

## Statistiques détaillées
Ce tableau présente les statistiques en carrière de joueur de Ludovic Giuly,.
| Saison                | Club                  | Championnat           | Championnat | Championnat | Championnat | Coupe nationale | Coupe nationale | Coupe nationale | Coupe de la Ligue | Coupe de la Ligue | Coupe de la Ligue | Supercoupe | Supercoupe | Supercoupe | Compétition(s) continentale(s) | Compétition(s) continentale(s) | Compétition(s) continentale(s) | Compétition(s) continentale(s) | Supercoupe UEFA | Supercoupe UEFA | Supercoupe UEFA | Coupe du monde des clubs | Coupe du monde des clubs | Coupe du monde des clubs | France | France | France | Total | Total | Total |
| Saison                | Club                  | Division              | M.          | B.          | P.d.        | M.              | B.              | P.d.            | M.                | B.                | P.d.              | M.         | B.         | P.d.       | Comp.                          | M.                             | B.                             | P.d.                           | M.              | B.              | P.d.            | M.                       | B.                       | P.d.                     | M.     | B.     | P.d.   | M.    | B.    | P.d.  |
| 1994-1995             | Olympique lyonnais    | Division 1            | 8           | 0           | -           | 1               | 0               | -               | 2                 | 0                 | -                 | -          | -          | -          | -                              | -                              | -                              | -                              | -               | -               | -               | -                        | -                        | -                        | -      | -      | -      | 11    | 0     | 0     |
| 1995-1996             | Olympique lyonnais    | Division 1            | 36          | 4           | -           | 1               | 0               | -               | 5                 | 3                 | -                 | -          | -          | -          | C3                             | 6                              | 1                              | -                              | -               | -               | -               | -                        | -                        | -                        | -      | -      | -      | 48    | 8     | 0     |
| 1996-1997             | Olympique lyonnais    | Division 1            | 37          | 16          | -           | 2               | 0               | -               | 2                 | 1                 | -                 | -          | -          | -          | -                              | -                              | -                              | -                              | -               | -               | -               | -                        | -                        | -                        | -      | -      | -      | 41    | 17    | 0     |
| 1997-1998             | Olympique lyonnais    | Division 1            | 19          | 1           | -           | -               | -               | -               | 2                 | 0                 | -                 | -          | -          | -          | CI+C3                          | 7+4                            | 2+3                            | -                              | -               | -               | -               | -                        | -                        | -                        | -      | -      | -      | 32    | 6     | 0     |
| Sous-total            | Sous-total            | Sous-total            | 100         | 21          | -           | 4               | 0               | -               | 11                | 4                 | -                 | -          | -          | -          | -                              | 17                             | 6                              | -                              | -               | -               | -               | -                        | -                        | -                        | -      | -      | -      | 132   | 31    | 0     |
| 1997-1998             | AS Monaco             | Division 1            | 12          | 1           | 1           | 2               | 0               | -               | -                 | -                 | -                 | -          | -          | -          | -                              | -                              | -                              | -                              | -               | -               | -               | -                        | -                        | -                        | -      | -      | -      | 14    | 1     | 1     |
| 1998-1999             | AS Monaco             | Division 1            | 32          | 8           | 5           | 1               | 0               | -               | 1                 | 0                 | -                 | -          | -          | -          | C3                             | 6                              | 2                              | -                              | -               | -               | -               | -                        | -                        | -                        | -      | -      | -      | 40    | 10    | 5     |
| 1999-2000             | AS Monaco             | Division 1            | 33          | 5           | 8           | 5               | 1               | -               | 2                 | 1                 | -                 | -          | -          | -          | C3                             | 7                              | 2                              | 1                              | -               | -               | -               | -                        | -                        | -                        | 1      | 0      | 0      | 48    | 9     | 9     |
| 2000-2001             | AS Monaco             | Division 1            | 30          | 7           | 7           | 1               | 0               | -               | 4                 | 0                 | -                 | 1          | 0          | -          | C1                             | 6                              | 0                              | 2                              | -               | -               | -               | -                        | -                        | -                        | 2      | 0      | 0      | 44    | 7     | 9     |
| 2001-2002             | AS Monaco             | Division 1            | 11          | 2           | 3           | -               | -               | -               | -                 | -                 | -                 | -          | -          | -          | -                              | -                              | -                              | -                              | -               | -               | -               | -                        | -                        | -                        | -      | -      | -      | 11    | 2     | 3     |
| 2002-2003             | AS Monaco             | Ligue 1               | 36          | 11          | 9           | 1               | 0               | -               | 4                 | 3                 | -                 | -          | -          | -          | -                              | -                              | -                              | -                              | -               | -               | -               | -                        | -                        | -                        | 4      | 1      | 2      | 45    | 15    | 11    |
| 2003-2004             | AS Monaco             | Ligue 1               | 30          | 13          | 5           | 2               | 1               | -               | -                 | -                 | -                 | -          | -          | -          | C1                             | 10                             | 4                              | 4                              | -               | -               | -               | -                        | -                        | -                        | 3      | 0      | 0      | 45    | 18    | 9     |
| Sous-total            | Sous-total            | Sous-total            | 184         | 47          | 38          | 12              | 2               | -               | 11                | 4                 | -                 | 1          | 0          | -          | -                              | 29                             | 8                              | 7                              | -               | -               | -               | -                        | -                        | -                        | 10     | 1      | 2      | 247   | 62    | 47    |
| 2004-2005             | FC Barcelone          | Liga                  | 29          | 11          | 1           | 1               | 0               | -               | -                 | -                 | -                 | -          | -          | -          | C1                             | 6                              | 1                              | 0                              | -               | -               | -               | -                        | -                        | -                        | 6      | 1      | 1      | 42    | 13    | 2     |
| 2005-2006             | FC Barcelone          | Liga                  | 29          | 5           | 4           | 3               | 1               | 2               | -                 | -                 | -                 | 2          | 1          | -          | C1                             | 8                              | 1                              | 1                              | -               | -               | -               | -                        | -                        | -                        | 1      | 1      | 0      | 43    | 9     | 7     |
| 2006-2007             | FC Barcelone          | Liga                  | 27          | 3           | 1           | 1               | 0               | -               | -                 | -                 | -                 | 1          | 1          | -          | C1                             | 8                              | 2                              | 1                              | 1               | 0               | 0               | 2                        | 0                        | 0                        | -      | -      | -      | 40    | 6     | 2     |
| Sous-total            | Sous-total            | Sous-total            | 85          | 19          | 6           | 5               | 1               | 2               | -                 | -                 | -                 | 3          | 2          | -          | -                              | 22                             | 4                              | 2                              | 1               | 0               | 0               | 3                        | 0                        | 0                        | 7      | 2      | 1      | 126   | 28    | 11    |
| 2007-2008             | AS Roma               | Serie A               | 32          | 6           | 0           | 6               | 1               | 2               | -                 | -                 | -                 | 1          | 0          | 0          | C1                             | 9                              | 1                              | 1                              | -               | -               | -               | -                        | -                        | -                        | -      | -      | -      | 48    | 8     | 3     |
| Sous-total            | Sous-total            | Sous-total            | 32          | 6           | 0           | 6               | 1               | 2               | 0                 | 0                 | 0                 | 1          | 0          | 0          | -                              | 9                              | 1                              | 1                              | -               | -               | -               | -                        | -                        | -                        | -      | -      | -      | 48    | 8     | 3     |
| 2008-2009             | Paris Saint-Germain   | Ligue 1               | 34          | 9           | 4           | 3               | 0               | 0               | 1                 | 0                 | 0                 | -          | -          | -          | C3                             | 4                              | 0                              | 0                              | -               | -               | -               | -                        | -                        | -                        | -      | -      | -      | 42    | 9     | 4     |
| 2009-2010             | Paris Saint-Germain   | Ligue 1               | 31          | 3           | 3           | 6               | 1               | 0               | 1                 | 0                 | 0                 | -          | -          | -          | -                              | -                              | -                              | -                              | -               | -               | -               | -                        | -                        | -                        | -      | -      | -      | 38    | 4     | 3     |
| 2010-2011             | Paris Saint-Germain   | Ligue 1               | 35          | 4           | 8           | 2               | 0               | 1               | 2                 | 1                 | 0                 | 1          | 0          | 0          | C3                             | 5                              | 1                              | 1                              | -               | -               | -               | -                        | -                        | -                        | -      | -      | -      | 45    | 6     | 10    |
| Sous-total            | Sous-total            | Sous-total            | 132         | 21          | 15          | 17              | 2               | 3               | 4                 | 1                 | 0                 | 2          | 0          | 0          | -                              | 18                             | 1                              | 2                              | -               | -               | -               | -                        | -                        | -                        | -      | -      | -      | 173   | 25    | 20    |
| 2011-2012             | AS Monaco             | Ligue 2               | 27          | 3           | 3           | 2               | 2               | 0               | -                 | -                 | -                 | -          | -          | -          | -                              | -                              | -                              | -                              | -               | -               | -               | -                        | -                        | -                        | -      | -      | -      | 29    | 5     | 3     |
| 2012-2013             | FC Lorient            | Ligue 1               | 17          | 1           | 1           | 2               | 1               | 1               | 1                 | 0                 | 0                 | -          | -          | -          | -                              | -                              | -                              | -                              | -               | -               | -               | -                        | -                        | -                        | -      | -      | -      | 20    | 2     | 2     |
| 2013-2014             | Monts d'Or Azergues   | CFA                   | 17          | 4           | -           | 2               | 1               | 0               | -                 | -                 | -                 | -          | -          | -          | -                              | -                              | -                              | -                              | -               | -               | -               | -                        | -                        | -                        | -      | -      | -      | 19    | 5     | 0     |
| 2014-2015             | Monts d'Or Azergues   | CFA                   | 19          | 11          | 1           | 1               | 2               | 0               | -                 | -                 | -                 | -          | -          | -          | -                              | -                              | -                              | -                              | -               | -               | -               | -                        | -                        | -                        | -      | -      | -      | 20    | 13    | 1     |
| 2015-2016             | Monts d'Or Azergues   | CFA                   | -           | -           | -           | 1               | 0               | 0               | -                 | -                 | -                 | -          | -          | -          | -                              | -                              | -                              | -                              | -               | -               | -               | -                        | -                        | -                        | -      | -      | -      | 1     | 0     | 0     |
| Sous-total            | Sous-total            | Sous-total            | 80          | 19          | 5           | 8               | 6               | 0               | -                 | -                 | -                 | -          | -          | -          | -                              | -                              | -                              | -                              | -               | -               | -               | -                        | -                        | -                        | -      | -      | -      | 88    | 25    | 5     |
| 2016-2017             | AS Monaco C           | DHR                   | -           | -           | -           | -               | -               | -               | -                 | -                 | -                 | -          | -          | -          | -                              | -                              | -                              | -                              | -               | -               | -               | -                        | -                        | -                        | -      | -      | -      | 0     | 0     | 0     |
| Total sur la carrière | Total sur la carrière | Total sur la carrière | 581         | 127         | 64          | 46              | 11              | 5               | 27                | 9                 | 0                 | 6          | 2          | -          | -                              | 86                             | 20                             | 11                             | 1               | 0               | 0               | 2                        | 0                        | 0                        | 17     | 3      | 3      | 766   | 172   | 83    |

### En sélection nationale
| Sélection | Année  | Matchs | Buts | Passes |
| --------- | ------ | ------ | ---- | ------ |
| France    | 2000   | 3      | 0    | 0      |
| France    | 2002   | 1      | 0    | 0      |
| France    | 2003   | 5      | 1    | 2      |
| France    | 2004   | 4      | 1    | 1      |
| France    | 2005   | 4      | 1    | 0      |
| Totaux    | Totaux | 17     | 3    | 3      |

### Matchs internationaux
| Matchs internationaux de Ludovic Giuly | Matchs internationaux de Ludovic Giuly | Matchs internationaux de Ludovic Giuly            | Matchs internationaux de Ludovic Giuly | Matchs internationaux de Ludovic Giuly | Matchs internationaux de Ludovic Giuly                 | Matchs internationaux de Ludovic Giuly                             |
|                                        | Date                                   | Lieu                                              | Adversaire                             | Résultat                               | Compétition                                            | Notes                                                              |
| -------------------------------------- | -------------------------------------- | ------------------------------------------------- | -------------------------------------- | -------------------------------------- | ------------------------------------------------------ | ------------------------------------------------------------------ |
| 1.                                     | 29 mars 2000                           | Hampden Park, Glasgow, Écosse                     | Écosse                                 | 0 - 2                                  | Match amical                                           | Titulaire est remplacé à la 46e minute de jeu.                     |
| 2.                                     | 4 octobre 2000                         | Stade de France, Saint-Denis, France              | Cameroun                               | 1 - 1                                  | Match amical                                           | Entre en jeu à la place de Sylvain Wiltord à la 66e minute de jeu. |
| 3.                                     | 7 octobre 2000                         | Ellis Park Stadium, Johannesbourg, Afrique du Sud | Afrique du Sud                         | 0 - 0                                  | Match amical                                           | Entre en jeu à la place de Lilian Thuram à la 33e minute de jeu.   |
| 4.                                     | 20 novembre 2002                       | Stade de France, Saint-Denis, France              | RF Yougoslavie                         | 3 - 0                                  | Match amical                                           | Entre en jeu à la place de Eric Carrière à la 85e minute de jeu.   |
| 5.                                     | 22 juin 2003                           | Stade de France, Saint-Denis, France              | Nouvelle-Zélande                       | 5 - 0                                  | Coupe des confédérations 2003                          | Titulaire.                                                         |
| 6.                                     | 26 juin 2003                           | Stade de France, Saint-Denis, France              | Turquie                                | 3 - 2                                  | Coupe des confédérations 2003                          | Entre en jeu à la place de Sylvain Wiltord à la 77e minute de jeu. |
| 7.                                     | 29 juin 2003                           | Stade de France, Saint-Denis, France              | Cameroun                               | 1 - 0                                  | Coupe des confédérations 2003                          | Titulaire.                                                         |
| 8.                                     | 26 août 2003                           | Stade de Genève, Carouge, Suisse                  | Suisse                                 | 0 - 2                                  | Match amical                                           | Entre en jeu à la place de Sylvain Wiltord à la 70e minute de jeu. |
| 9.                                     | 11 octobre 2003                        | Stade de France, Saint-Denis, France              | Israël                                 | 3 - 0                                  | Éliminatoires du Championnat d'Europe de football 2004 | Entre en jeu à la place de David Trezeguet à la 86e minute de jeu. |
| 10.                                    | 31 mars 2004                           | Stade de Feyenoord, Rotterdam, Pays-Bas           | Pays-Bas                               | 0 - 0                                  | Match amical                                           | Titulaire est remplacé par Thierry Henry à la 46e minute de jeu.   |
| 11.                                    | 4 septembre 2004                       | Stade de France, Saint-Denis, France              | Israël                                 | 0 - 0                                  | Qualifications Coupe du monde 2006                     | Entre en jeu à la place de Patrice Evra à la 57e minute de jeu.    |
| 12.                                    | 8 septembre 2004                       | Tórsvøllur, Torshavn, France                      | Îles Féroé                             | 0 - 2                                  | Qualifications Coupe du monde 2006                     | Titulaire.                                                         |
| 13.                                    | 17 novembre 2004                       | Stade de France, Saint-Denis, France              | Pologne                                | 0 - 0                                  | Match amical                                           | Titulaire est remplacé par Sidney Govou à la 26e minute de jeu.    |
| 14.                                    | 9 février 2005                         | Stade de France, Saint-Denis, France              | Suède                                  | 1 - 1                                  | Match amical                                           | Titulaire est remplacé par Camel Meriem à la 68e minute de jeu.    |
| 15.                                    | 26 mars 2005                           | Stade de France, Saint-Denis, France              | Suisse                                 | 0 - 0                                  | Qualifications Coupe du monde 2006                     | Titulaire.                                                         |
| 16.                                    | 31 mai 2005                            | Stade Saint-Symphorien, Metz, France              | Hongrie                                | 2 - 0                                  | Qualifications Coupe du monde 2006                     | Entre en jeu à la place de Djibril Cissé à la 74e minute de jeu.   |
| 17.                                    | 12 octobre 2005                        | Stade de France, Saint-Denis, France              | Chypre                                 | 4 - 0                                  | Qualifications Coupe du monde 2006                     | Entre en jeu à la place de Sylvain Wiltord à la 59e minute de jeu. |

### Buts internationaux
| 0   | Date             | Lieu                                 | Compétition                                      | Résultat | Adversaire       | Détail | Détail         | Détail | Sél. |
| --- | ---------------- | ------------------------------------ | ------------------------------------------------ | -------- | ---------------- | ------ | -------------- | ------ | ---- |
| 1er | 22 juin 2003     | Stade de France, Saint-Denis, France | Premier tour de la Coupe des confédérations 2003 | V 5-0    | Nouvelle-Zélande | 90+1e  | du pied droit  | 4-0    | 5e   |
| 2e  | 8 septembre 2004 | Tórsvøllur, Torshavn, Îles Féroé     | Éliminatoires Coupe du monde 2006                | V 0-2    | Îles Féroé       | 31e    | du pied gauche | 0-1    | 12e  |
| 3e  | 12 octobre 2005  | Stade de France, Saint-Denis, France | Éliminatoires Coupe du monde 2006                | V 4-0    | Chypre           | 84e    | du pied droit  | 4-0    | 17e  |

## Palmarès

### En club
- Vainqueur de la Ligue des Champions en 2006 avec le FC Barcelone
- Champion de France en 2000 avec l'AS Monaco
- Champion d'Espagne en 2005 et en 2006 avec le FC Barcelone
- Vainqueur de la Coupe d'Italie en 2008 avec l'AS Rome
- Vainqueur de la Coupe de France en 2010 avec le Paris Saint-Germain
- Vainqueur de la Coupe de la Ligue en 2003 avec l'AS Monaco
- Vainqueur du Trophée des Champions en 2000 avec l'AS Monaco
- Vainqueur de la Supercoupe d'Espagne en 2005 et en 2006 avec le FC Barcelone
- Vainqueur de la Supercoupe d'Italie en 2007 avec l'AS Rome
- Vainqueur de la Coupe Gambardella en 1994 avec l'Olympique lyonnais
- Finaliste de la Coupe du Monde des clubs en 2006 avec le FC Barcelone
- Finaliste de la Supercoupe d'Europe en 2006 avec le FC Barcelone
- Finaliste de la Ligue des Champions en 2004 avec l'AS Monaco
- Vice-champion de France en 1995 avec l'Olympique lyonnais et en 2003 avec l'AS Monaco
- Finaliste de la Coupe de France en 2011 avec le Paris Saint-Germain
- Finaliste de la Coupe de la Ligue en 1996 avec l'Olympique lyonnais et en 2001 avec l'AS Monaco

### En équipe de France
- Vainqueur de la Coupe des Confédérations en 2003

### Distinctions individuelles et records
- Membre de l'équipe-type de Ligue 1 en 2000.

- Trophée du joueur du mois de Ligue 1 UNFP en septembre 2003.

- Trophée du joueur du mois de Ligue 1 UNFP en novembre 2003.
- Membre de l'équipe-type de Ligue 1 en 2003 et .2004.
- 2e joueur au record d'invincibilité sous le maillot bleu (17 matchs) après Éric Di Meco (23 matchs).

## Publications
- (avec Pierre Orlac'h) Giuly par Giuly, Éditions Hugo & Cie, 2007[37].